# 42 Armia (ZSRR)
42 Armia (ros. 42-я армия) – związek operacyjny Armii Czerwonej w czasie II wojny światowej.
Armia została sformowana w sierpniu 1941 na Froncie Leningradzkim. 9 września 1941 obejmowała 2 i 3 Gwardyjską Dywizję Pospolitego Ruszenia (tytuł Gwardyjskich otrzymały od początku formowania decyzją Rady Wojskowej Kierunku Północno-Zachodniego i biura leningradzkiego komitetu miejskiego partii, pod koniec września 1941 r. zostały przekształcone w dywizje strzeleckie), 6 Brygadę Piechoty Morskiej, 500 Pułk Strzelecki, wojska rejonu umocnionego i inne jednostki. 
Brała udział w walkach obronnych na bliskich podejściach do Leningradu. Zatrzymując wroga, siły Armii do stycznia 1944 skutecznie broniły rubieży Ligowo - Kamień - południowe obrzeża Pułkowa. Następnie uczestniczyła w operacji leningradzko-nowogrodzkiej (od 25 kwietnia 1944 w składzie 3 Frontu Bałtyckiego) oraz w operacji pskowsko-ostrowskiej. 
Pod koniec lipca 1944 dowództwo armii z oddziałami zostało przeniesione do rezerwy Naczelnego Dwowództwa, a 10 sierpnia włączone w skład 2 Frontu Bałtyckiego. Od września do października 1944 armia (110 i 124 Korpus Strzelecki, 118 Rejon Umocniony, 29 Gwardyjska Brygada Pancerna i inne jednostki) uczestniczyła w operacji ryskiej. Wraz z wyjściem na tukumską rubież obronną przeciwnika zablokowała jego ugrupowanie kurlandzkie do czasu całkowitej kapitulacji.
Po wojnie armię rozwiązano.

## Dowódcy 42 Armii
- gen. mjr Władimir Szczerbakow (sierpień – wrzesień 1941):
- gen. por. Fiodor Iwanow (od 1 września 1941[1]);
- gen. mjr Iwan Fiediuninski (16 wrzesień[2] – październik 1941);
- gen. mjr/gen. por. Iwan Nikołajew (listopad 1941 – grudzień 1943);
- gen. płk Iwan Maslennikow (grudzień 1943 – marzec 1944);
- gen. por. Władimir Romanowski (marzec 1944);
- gen. por. Władimir Swiridow (marzec 1944 – maj 1945)[3].

## Struktura organizacyjna
- 21 Dywizji Piechoty Zmotoryzowanej Wojsk NKWD[4]